# Městská občina Murska Sobota
Městská občina Murska Sobota (slovinsky Mestna občina Murska Sobota) je jednou z 11 městských občin ve Slovinsku. Nachází se v Pomurském regionu na území historického Zámuří. Občinu tvoří 12 sídel, její rozloha je 64,4 km² a k 1. lednu 2017 měla občina 18 870 obyvatel. Správním střediskem občiny je město Murska Sobota.

## Členění občiny
Občina se dělí na sídla:
- Bakovci
- Černelavci
- Krog
- Kupšinci
- Markišavci
- Murska Sobota (městské čtvrti – Centrum, Ledava, Park, Partizan, Turopolje)
- Nemčavci
- Polana
- Pušča
- Rakičan
- Satahovci
- Veščica